# Qais al-Khazali
Qais al-Khazali né le 20 juin 1974 est le fondateur et dirigeant de la milice chiite irakienne Asaïb Ahl al-Haq (AAH; Arabe: عصائب أهل الحق ‘Aṣayib Ahl al-Haq, Ligue des vertueux). Cette milice fut impliquée dans la lutte contre l'armée américaine lors de l'occupation de l'Irak, comme lors de l'attaque du quartier général de la province de Kerbala (en) le 20 janvier 2007
,, et est considérée comme l'une des plus dangereuses d'Irak par les États-Unis. Asa’ib Ahl al-Haq et ses dirigeants, Qais et Laith al-Khazali, sont désignés comme « terroristes » par le département d'État des États-Unis depuis janvier 2020. La milice est également engagée dans la lutte contre le groupe État islamique.

## Biographie
Qais al-Khazali est dans un premier temps affilié au groupe de Moqtada al-Sadr, l'Armée du Mahdi, mais il en est exclu en 2004 pour avoir donné des ordres sans le consentement de ses supérieurs. Il fonde alors son propre groupe Asaïb Ahl al-Haq (AAH) aussi appelé « réseau Khazali ». 
Pendant la période 2004-2006, avec Hadi al-Ameri, chef de la milice Badr, Qais al-Khazali pratique l'enlèvement et l'assassinat d'intellectuels irakiens[réf. nécessaire]. Il incite également les chiites à la violence confessionnelle contre les sunnites.[réf. nécessaire]
Le 20 mars 2007, il est arrêté par les troupes d'occupation américaines à Bassorah, en compagnie de son frère Laith et d'Ali Moussa Daqdouq (en). Durant sa détention, Akram al-Kaabi le remplace à la tête du groupe Asaïb Ahl al-Haq jusqu'à sa libération en janvier 2010, en échange de la libération de l'otage britannique Peter Moore, qui avait été enlevé en compagnie de quatre gardes du corps par une quarantaine d'hommes appartenant au groupe Asaïb Ahl al-Haq, déguisés en policiers, au sein du ministère des finances (en) à Bagdad. À partir de décembre 2010, deux importants commandants de Groupes spéciaux, Abou Deraa (en) et Abu Mustafa al-Sheibani (en), qui sont autorisés cette année-là à revenir en Irak, déclarent qu'ils travailleront avec Khazali.
Par la suite, la milice Asaïb Ahl al-Haq dirigée par Qais al-Khazali s'engage dans la lutte contre Daesh et collabore avec le gouvernement irakien en soutien aux forces gouvernementales irakiennes (en). Depuis le 1er octobre 2019, cette milice, sous la direction de al-Khazali, mène la répression contre le soulèvement de la jeunesse irakienne qui revendique la chute du gouvernement. Dans les réseaux sociaux, elle est accusée de participer à l'assassinat d'une centaine des manifestants[réf. nécessaire]. Qais al-Khazali est considéré comme terroriste par plusieurs pays.
En mai 2023, Qaïs al-Khazali accuse les « Juifs » et le « Mossad israélien » d'être responsable de la mort de l'imam Ali ibn Abi Talib, cousin de Mahomet, lors de l'année 661. La vidéo a suscité des moqueries sur les réseaux sociaux arabophones, la mort d'Ali étant attribuée aux Kharidjites et le Mossad ayant fondé 1 300 ans plus tard.